# Jefferson County (Tennessee)
Jefferson County ist ein County im Bundesstaat Tennessee der Vereinigten Staaten. Das U.S. Census Bureau hat bei der Volkszählung 2020 eine Einwohnerzahl von 54.683 ermittelt. Der Verwaltungssitz (County Seat) ist Dandridge.

## Geographie
Das County liegt im Nordosten von Tennessee, ist im Südosten etwa 45 km von North Carolina entfernt und hat eine Fläche von 814 Quadratkilometern, wovon 105 Quadratkilometer Wasserfläche sind. Es grenzt im Uhrzeigersinn an folgende Countys: Hamblen County, Cocke County, Sevier County, Knox County und Grainger County.

## Geschichte
Jefferson County wurde am 11. Juni 1792 aus Teilen des Greene County und des Hawkins County gebildet. Benannt wurde es nach Thomas Jefferson, dem dritten US-Präsidenten.

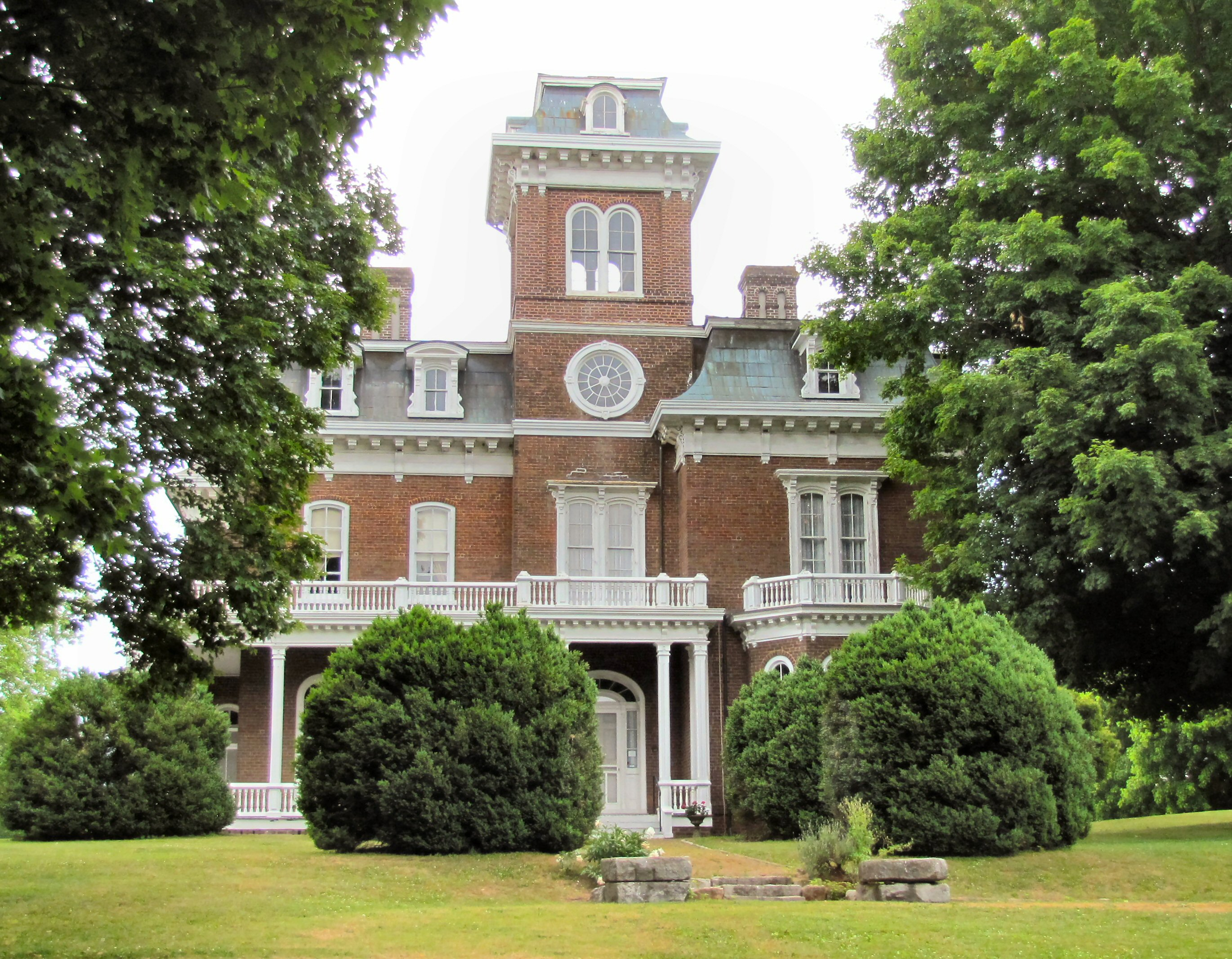
Glenmore ist einer von zwölf Einträgen des Countys im NRHP.

Zwölf Bauwerke und Stätten des Countys sind im National Register of Historic Places (NRHP) eingetragen (Stand 18. August 2018).

## Demografische Daten

Alterspyramide Jefferson County

Nach der Volkszählung im Jahr 2000 lebten im Jefferson County 44.294 Menschen in 17.155 Haushalten und 12.608 Familien. Die Bevölkerungsdichte betrug 62 Einwohner pro Quadratkilometer. Ethnisch betrachtet setzte sich die Bevölkerung zusammen aus 95,66 Prozent Weißen, 2,32 Prozent Afroamerikanern, 0,31 Prozent amerikanischen Ureinwohnern, 0,27 Prozent Asiaten, 0,04 Prozent Bewohnern aus dem pazifischen Inselraum und 0,63 Prozent aus anderen ethnischen Gruppen; 0,77 Prozent stammten von zwei oder mehr Ethnien ab. 1,33 Prozent der Bevölkerung waren spanischer oder lateinamerikanischer Abstammung.
Von den 17.155 Haushalten hatten 31,0 Prozent Kinder und Jugendliche unter 18 Jahre, die bei ihnen lebten. 59,9 Prozent waren verheiratete, zusammenlebende Paare, 9,8 Prozent waren allein erziehende Mütter und 26,5 Prozent waren keine Familien. 22,5 Prozent waren Singlehaushalte und in 8,2 Prozent lebten Personen im Alter von 65 Jahren oder darüber. Die Durchschnittshaushaltsgröße betrug 2,49 und die durchschnittliche Haushaltsgröße betrug 2,89 Personen.
22,9 Prozent der Bevölkerung waren unter 18 Jahre alt, 10,6 Prozent zwischen 18 und 24, 29,1 Prozent zwischen 25 und 44, 24,5 Prozent zwischen 45 und 64 und 12,9 Prozent waren älter als 65. Das Durchschnittsalter betrug 36 Jahre. Auf 100 weibliche Personen kamen statistisch 97,5 männliche Personen und auf 100 Frauen im Alter von 18 Jahren und darüber kamen 94,0 Männer.
Das jährliche Durchschnittseinkommen eines Haushalts betrug 32.824 USD, das Durchschnittseinkommen der Familien betrug 38.537 USD. Männer hatten ein Durchschnittseinkommen von 29.123 USD, Frauen 20.269 USD. Das Prokopfeinkommen betrug 16.841 USD. 9,6 Prozent der Familien und 13,4 Prozent der Einwohner lebten unterhalb der Armutsgrenze.